# Дворец спорта (Сантандер)
Дворец спорта Сантандера (исп. Palacio de Deportes de Santander) — спортивно-концертный комплекс в городе Сантандере, Испания. Комплекс способен вместить 6000 зрителей.
Здание, построенное по проекту архитекторов Хулиана Франко и Хосео Мануэля Палао, было торжественно открыто 31 мая 2003 года. Дворец располагается рядом со стадионом Эль Сардинеро, Дворцом конгрессов и выставок, а также открытым 11 мая 2007 года парком Атлантико де Лас Льямас (исп. Parque Atlántico de las Llamas).
В здании комплекса проходят многие спортивные соревнования (преимущественно по баскетболу и гандболу). Здесь сыграл свои последние матчи известный гандбольный клуб «Тека Кантабрия» (расформирован в 2008 году).
Помимо спортивных мероприятий, во Дворце спорта проводятся концерты и выставки, а также проходит фестиваль «Santander Sunset».

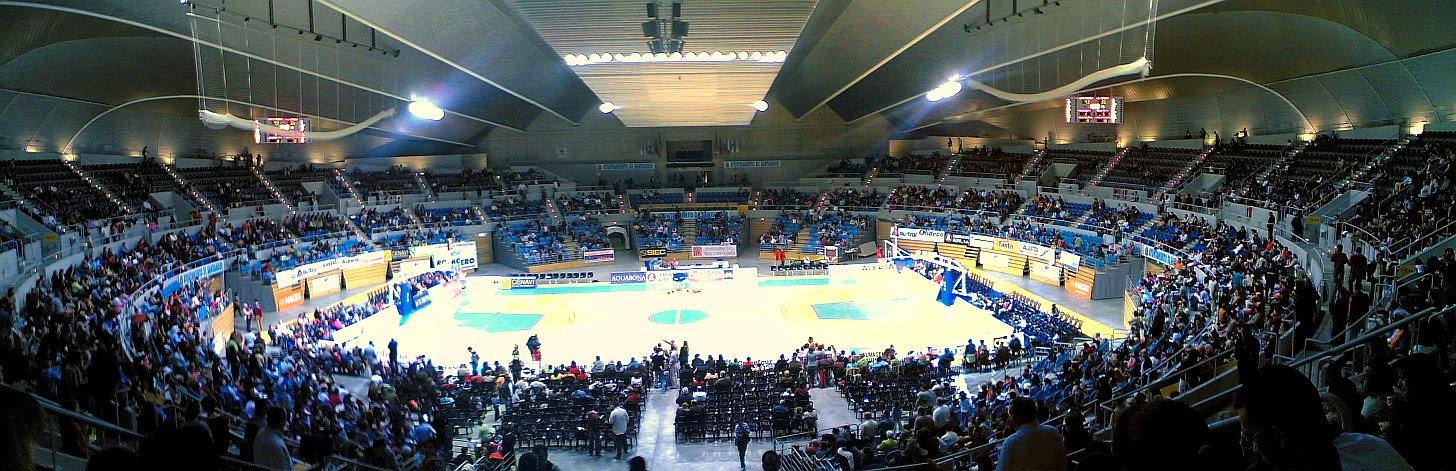
Баскетбольный матч между Cantabria Lobos и C.B. Tarragona